# Anacamptis
Az Anacamptis az egyszikűek (Liliopsida) osztályának spárgavirágúak (Asparagales) rendjébe, ezen belül a kosborfélék (Orchidaceae) családjába tartozó nemzetség.

## Előfordulásuk
Az Anacamptis-fajok előfordulási területe magába foglalja majdnem egész Európát - kivéve Izlandót, Finnországot és az ennél keletebbre eső területeket, valamint az európai Oroszország északnyugati részét -, Észak-Afrikát - Marokkótól Líbiáig -, továbbá Ázsia nyugati felét, egészen Iránig, Tádzsikisztánig és Indiáig.

## Rendszerezés
A nemzetségbe az alábbi 11 faj és 23 hibrid tartozik:
- Anacamptis boryi (Rchb.f.) R.M.Bateman, Pridgeon & M.W.Chase
- Anacamptis collina (Banks & Sol. ex Russell) R.M.Bateman, Pridgeon & M.W.Chase
- poloskaszagú kosbor (Anacamptis coriophora) (L.) R.M.Bateman, Pridgeon & M.W.Chase
- Anacamptis cyrenaica (E.A.Durand & Barratte) H.Kretzschmar, Eccarius & H.Dietr.
- Anacamptis israelitica (H.Baumann & Dafni) R.M.Bateman, Pridgeon & M.W.Chase
- mocsári kosbor (Anacamptis laxiflora) (Lam.)
- agárkosbor (Anacamptis morio) (L.) R.M.Bateman, Pridgeon & M.W.Chase
- Anacamptis palustris (Jacq.) R.M.Bateman, Pridgeon & M.W.Chase
- Anacamptis papilionacea (L.) R.M.Bateman, Pridgeon & M.W.Chase
- vitézvirág (Anacamptis pyramidalis) (L.) Rich. - típusfaj
- Anacamptis sancta (L.) R.M.Bateman, Pridgeon & M.W.Chase

- Anacamptis × alata (Fleury) H.Kretzschmar, Eccarius & H.Dietr.
- Anacamptis × alatoides (Gadeceau) H.Kretzschmar, Eccarius & H.Dietr.
- Anacamptis × caccabaria (Verg.) H.Kretzschmar, Eccarius & H.Dietr.
- Anacamptis × dafnii (Wolfg.Schmidt & R.Luz) H.Kretzschmar, Eccarius & H.Dietr.
- Anacamptis × duquesneyi (Rchb.f.) J.M.H.Shaw
- Anacamptis × eccarii H.Kretzschmar & G.Kretzschmar
- Anacamptis × feinbruniae (H.Baumann & Dafni) H.Kretzschmar, Eccarius & H.Dietr.
- Anacamptis × genevensis (Chenevard) H.Kretzschmar, Eccarius & H.Dietr.
- Anacamptis × gerakarionis (Faller & Kreutz) H.Kretzschmar, Eccarius & H.Dietr.
- Anacamptis × laniccae (Braun-Blanq.) H.Kretzschmar, Eccarius & H.Dietr.
- Anacamptis × larzacensis (H.Kurze & O.Kurze) H.Kretzschmar, Eccarius & H.Dietr.
- Anacamptis × lasithica (Renz) H.Kretzschmar, Eccarius & H.Dietr.
- Anacamptis × lesbiensis (Biel) H.Kretzschmar, Eccarius & H.Dietr.
- Anacamptis × lloydiana (Rouy) H.Kretzschmar, Eccarius & H.Dietr.
- Anacamptis × menosii (C.Bernard & G.Fabre) H.Kretzschmar, Eccarius & H.Dietr.
- Anacamptis × nicodemi (Cirillo ex Ten.) B.Bock
- Anacamptis × olida (Bréb.) H.Kretzschmar, Eccarius & H.Dietr.
- Anacamptis × parvifolia (Chaub.) H.Kretzschmar, Eccarius & H.Dietr.
- Anacamptis × sciathia (Biel) H.Kretzschmar, Eccarius & H.Dietr.
- Anacamptis × semisaccata (E.G.Camus) H.Kretzschmar, Eccarius & H.Dietr.
- Anacamptis × simorrensis (E.G.Camus) H.Kretzschmar, Eccarius & H.Dietr.
- Anacamptis × timbali (Velen.) H.Kretzschmar, Eccarius & H.Dietr.
- Anacamptis × vanlookenii (C.Bernard & G.Fabre) H.Kretzschmar, Eccarius & H.Dietr.